# 地下鉄に乗って
『地下鉄に乗って』（メトロにのって）は、浅田次郎の長編小説。1994年（平成6年）に徳間書店から刊行された。
第16回（1995年）吉川英治文学新人賞受賞作。過去と現在を地下鉄を通じて行き来し、家族の過去をたどる男を描いた。
本作は、2000年にミュージカルとして舞台化され、2006年には映画化及び、派生ストーリーがテレビドラマ化された。

## あらすじ
主人公の小沼真次は、女性用下着を売り歩くセールスマンだが、真次の父親である小沼佐吉は、世界的に有名な「小沼グループ」の創立者であり、真次はその御曹司であった。真次は父親の母や兄への傲慢な態度に反発し、高校卒業後、家を飛び出していたのだ。
ある夜、永田町駅の地下鉄の階段を上ると、そこには30年前の1964年（昭和39年）の風景が広がっていた。そこで真次は、在りし日の兄を目撃する。
その後真次は、同僚であり、自立した愛人関係でもある軽部みち子と共に、現実と過去を行き来しながら、兄の過去、そして、父の生き方を目撃してゆく。

## 登場する主な駅（東京地下鉄線のみ）
- 新中野駅：真次の実家（小沼邸）が近くにあるという設定で、1964年の鍋屋横丁の商店街も描かれている。下記映画での商店街シーン撮影は、伊東市で行われた（出典:映画DVD）。
- 永田町駅：ここの地下道から、最初のタイムスリップが起こるという展開。
- 神田駅：真次とみち子の勤務先が地下街にあるという設定。
- 赤坂見附駅
- 中野坂上駅
- 中野富士見町駅：みち子の住居が近くにあり、中野検車区に近接しているという設定。
- 銀座駅
- 新橋駅
- 上野駅
- 三ノ輪駅

## 登場する主な昭和関連項目
- 〜昭和25年頃
  - アール・ヌーボー
  - 千日履き
  - 千人針
  - 満州
  - 闇市
  - メタノール（カストリ）
  - パンパン
- 昭和39年頃
  - 1964年東京オリンピック
  - オデヲン座

## 書籍
- 単行本：徳間書店 初版 1994年3月[1] ISBN 4-19-860081-3
- 文庫版：徳間文庫 初版 1997年6月[2] ISBN 4-19-890698-X
- 文庫版：講談社文庫 初版 1999年12月[3] ISBN 4-06-264597-1
- 愛蔵版：徳間書店 初版 2006年7月 ISBN 4-19-862191-8（作者の書き下ろしエッセイあり）
- 漫画版：講談社 初版 2006年10月 ISBN 4-06-372212-0（もりひのと作画）

## ミュージカル
2000年に音楽座ミュージカル『メトロに乗って』として石川禅・毬谷友子主演で舞台化された。その後この作品は劇団「Rカンパニー」に引き継がれ、2007年には広田勇二・秋本みな子主演で再演され、この模様を収めた映像は2008年にソニーの配給により日本全国の映画館で上映された。2014年にも広田勇二、美羽あさひによって再演されている。
原作者の浅田次郎は2007年の再演の制作発表に出席しており、再演に寄せて「初演は素晴らしい作品で、日本のミュージカルとしては200％満足していると言ってもいい」とのコメントを残している。

### 公演概要
| 公演年     | 2000年                      | 2000年                      | 2007年                      | 2014年                      |
| 公演名     | 東京公演                    | 兵庫公演                    | 東京公演                    | 全国公演                    |
| ---------- | --------------------------- | --------------------------- | --------------------------- | --------------------------- |
| 期間       | 10月21日 - 11月8日          | 11月16日 - 18日             | 12月21日 - 30日             | 10月3日 - 12月21日          |
| 劇場       | ル・テアトル銀座            | 宝塚バウホール              | 東京芸術劇場中ホール        |                             |
| 上演時間   | 約2時間45分（途中休憩15分） | 約2時間45分（途中休憩15分） | 約2時間45分（途中休憩15分） | 約2時間45分（途中休憩15分） |
| 制作発表   | 2000年6月1日                | 2000年6月1日                | 2007年11月6日               |                             |
| スタッフ   |                             |                             |                             |                             |
| 脚本・演出 | ワームホールプロジェクト    | ワームホールプロジェクト    | ワームホールプロジェクト    | ワームホールプロジェクト    |
| 音楽       | 井上ヨシマサ・高田浩        | 井上ヨシマサ・高田浩        | 井上ヨシマサ・高田浩        | 井上ヨシマサ・高田浩        |
| 美術       | 朝倉摂                      | 朝倉摂                      | 朝倉摂                      |                             |
| 衣装       | 原まさみ                    | 原まさみ                    | 原まさみ                    |                             |
| 照明       | 笠原敏幸                    | 笠原敏幸                    | 笠原敏幸                    |                             |
| 振り付け   | 野坂公夫                    | 野坂公夫                    | 野坂公夫・畠山龍子          |                             |

#### 2014年
| 公演名           | 日付     | 会場                           |
| ---------------- | -------- | ------------------------------ |
| ホームタウン公演 | 10月3日  | 町田市民ホール                 |
| ホームタウン公演 | 10月4日  | 町田市民ホール                 |
| ホームタウン公演 | 10月5日  | 町田市民ホール                 |
| 新宿区公演       | 10月9日  | 新宿文化センター大ホール       |
| 新宿区公演       | 10月10日 | 新宿文化センター大ホール       |
| 新宿区公演       | 10月11日 | 新宿文化センター大ホール       |
| 新宿区公演       | 10月12日 | 新宿文化センター大ホール       |
| 目黒区公演       | 10月29日 | めぐろパーシモンホール大ホール |
| 目黒区公演       | 10月30日 | めぐろパーシモンホール大ホール |
| 大田区公演       | 12月4日  | 大田区民ホール大ホール         |
| 大田区公演       | 12月5日  | 大田区民ホール大ホール         |
| 茨城公演         | 12月7日  | 常陸大宮市文化センター         |
| 愛知公演         | 12月14日 | 幸田町民会館さくらホール       |
| 大阪公演         | 12月20日 | シアターBRAVA                  |
| 大阪公演         | 12月21日 | シアターBRAVA                  |

### キャスト
| 公演年               | 2000年 | 2007年 | 2014年     |
| -------------------- | --- | --- | ---------- |
| 軽部みち子           | 毬谷友子 | 秋本みな子 | 美羽あさひ |
| 小沼真次             | 石川禅 | 広田勇二 | 広田勇二   |
| アムール（小沼佐吉） | 沢木順 | 吉田朋弘 | 益山武明   |
| お時                 | 福麻むつ美 | 井田安寿 | 井田安寿   |
| 野平                 | すまけい | 勝部演之 | 勝部演之   |
| 岡村                 | 三谷六九 | 小林アトム |            |
| 村松                 | 佐藤伸行 | 佐藤伸行 |            |
| 貞子                 | 今津朋子 | 野田久美子 |            |
| 小沼昭一             | 照井悠也 | 関川慶一 |            |
| その他の出演者       | 宮内理恵、渋谷玲子、西原純、田澤啓明、浜崎真美、五十嵐進、江部珠代、小野佳寿子、小笠原家光、近藤祐子、小原和彦、川島豊、清水梨央、隅田亜矢、坪井美奈子、中村陽子、俵和也、橋本久美、丹宗立峰、萩原弘雄、森藤規子、安田栄徳、白沢文晴、千代将太 | 五十嵐進、浜崎真美、野口綾乃、清田和美、新木啓介、安中惇也、渡辺修也、山合大輔、藤田将範、柴崎一輝、鈴木智美、大川麻里江、兼崎ひろみ、富永友紀、堀川亜矢、村田麻衣、渡邊りせ、伊沢絵里子、永澄春香、奥津菜々子、冨永波奈、萩原弘雄、藤原岳、黛一亮 |            |

※キャスト順は音楽座ミュージカル／Rカンパニー発表によるキャスト表（2007年公演時）に準拠

### ミュージカルナンバー
| 1幕 |            |                            |
| --- | ---------- | -------------------------- |
| 1幕 | プロローグ | 序曲                       |
| 1幕 | プロローグ | なつかしい未来             |
| 1幕 | 1場        | 思わぬ出来事               |
| 1幕 | 1場        | 闇の中                     |
| 1幕 | 3場        | 記憶の地下道               |
| 1幕 | 5場        | 兄の記憶                   |
| 1幕 | 6場        | ポジティブシンキング       |
| 1幕 | 7場        | 求めているもの             |
| 1幕 | 8場        | スーツケースを持った男     |
| 1幕 | 9場        | ウェルカムトゥディ         |
| 1幕 | 9場        | お見知りおきを〜マーケット |
| 1幕 | 10場       | アムール                   |
| 1幕 | 11場       | ものは相談                 |
| 1幕 | 11場       | GET YOUR DREAM             |
| 1幕 | 12場       | バラの花びら               |
| 1幕 | 13場       | 夜明け前                   |

| 2幕 |            |                                  |
| --- | ---------- | -------------------------------- |
| 2幕 | 14場       | ラッキーチャンス                 |
| 2幕 | 14場       | 神様がくれた人                   |
| 2幕 | 15場       | たそがれの街                     |
| 2幕 | 16場       | メトロに乗って                   |
| 2幕 | 16場       | 生きて帰ったら                   |
| 2幕 | 18場       | スクランブル                     |
| 2幕 | 19場       | 真実                             |
| 2幕 | 20場       | 道標                             |
| 2幕 | 21場       | アールヌーボー（ダンスナンバー） |
| 2幕 | 21場       | 真昼の星                         |
| 2幕 | 22場       | 龍神（ダンスナンバー）           |
| 2幕 | 23場       | みち子                           |
| 2幕 | 23場       | 月明かりの中                     |
| 2幕 | エピローグ | なつかしい未来                   |

- 引用出典　『音楽座ミュージカルマガジンR’s（アールズ）特別号vol.5　December2007』

## テレビドラマ
『もういちど地下鉄に乗って』（もういちどメトロにのって）のタイトルで2006年にテレビ朝日の土曜ミッドナイトドラマ枠で全4話が放送された。 原作小説の派生作品になっている。

### キャスト
- 第一話
  - 田波愛：岩田さゆり
  - 田波義彦：橋本さとし
- 第二話
  - 岩下光：能世あんな
  - 川瀬幸子：真木よう子
- 第三話
  - 早坂道広：豊原功補
  - 中根翔一：武井証
- 第四話
  - 山下幸治：浅野和之
  - 山下悦子：浅見れいな

### スタッフ
- 脚本：立見千香・谷口純一郎
- 演出：森田空海・木内麻由美
- チーフプロデューサー：桑田潔（テレビ朝日）
- プロデューサー：樽井勝弘・小久保聡（テレビ朝日）、平部隆明
- 主題歌：Salyu「プラットホーム」
- 音楽：窪田ミナ
- 制作：テレビ朝日、ホリプロ

| テレビ朝日 土曜ミッドナイトドラマ | テレビ朝日 土曜ミッドナイトドラマ | テレビ朝日 土曜ミッドナイトドラマ |
| 前番組                            | 番組名                            | 次番組                            |
| --------------------------------- | --------------------------------- | --------------------------------- |
| 快感職人                          | もういちど地下鉄に乗って          | 拝み屋横丁顛末記                  |

## 映画
2006年に篠原哲雄監督により堤真一、岡本綾主演で映画化され、10月21日より、松竹・東急系にて公開。
撮影にあたり、本作が初めて東京地下鉄（東京メトロ）の全面協力を得た。また、喫茶店のシーンを撮影していた時に原作者の浅田が来ていたため、客として映画に出演している。

### キャスト
- 長谷部真次：堤真一
原作と異なり、両親の離婚後、母方の姓を名乗る設定である
- 軽部みち子：岡本綾
- 小沼佐吉 / アムール：大沢たかお
- お時：常盤貴子
- 野平啓吾（先生）：田中泯
- 岡村会長：笹野高史
- 小沼昭一：北条隆博
- 小沼真次：崎本大海（少年時代）
- 小沼圭三：金井史更（少年時代）→綱島郷太郎（現在）
- 長谷部節子（真次の妻）：中村久美
- 長谷部民枝：中島ひろ子（若年期）→吉行和子（現在）
- 斉藤陽一郎、中村靖日、水木薫、山田幸伸、千葉哲也、眞島秀和、遠藤雄弥、市川円香、浅川稚広、高良健吾、小関裕太ほか

### スタッフ
- 監督：篠原哲雄
- 脚本：石黒尚美
- 音楽：小林武史
- 主題歌：Salyu 「プラットホーム」(TOY'S FACTORY)
- 編集：キム・ソンミン
- 撮影：上野彰吾
- 視覚効果：松本肇
- 美術：金田克美
- 照明：赤津淳一
- 録音監督：橋本文雄
- 助監督：中西健二
- 音響効果：小島彩
- 選曲：浅梨なおこ
- アクションコーディネーター：高瀬将嗣、森聖二
- ガンエフェクト：パイロテック
- カースタント：野呂真治
- 特別協力：東京地下鉄（東京メトロ）
- 協力：森ビル、伊東市、伊東観光協会
- 協賛：サントリー
- 現像：IMAGICA
- スタジオ：日活撮影所
- 企画：小滝祥平、三宅澄二、高松宏伸、梅澤道彦
- プロデュース：鈴木尚、五郎丸弘二、辻畑秀生、森谷晃育
- 制作プロダクション：デスティニー
- 配給：ギャガ・コミュニケーションズ + 松竹
- 製作：ギャガ・コミュニケーションズ、ジェネオンエンタテインメント、テレビ朝日、メ～テレ、松竹、電通、アドギア、LDH、ミコット・エンド・バサラ、IMAGICA、デスティニー

### 撮影が行われた主な駅
- 竹橋駅：新中野駅開業当時のシーンの撮影が行われた（下記ラッピング電車が登場）。
- 永田町駅
- 神田駅
- 赤坂見附駅
- 表参道駅
- 御茶ノ水駅：ここから淡路町駅への区間がエンドロール前に登場する。

### 登場する地下鉄電車
（実車のみ）
- 01系電車
- 02系電車
- 08系電車

なお、作中に登場した帝都高速度交通営団（現・東京地下鉄）丸ノ内線の300形電車は1996年に同線での営業運転を終了したため、当時東西線で使用されていた5000系電車（3両）の車体（アルミニウム合金製）全体にラッピングシールを貼って再現している（参考:映画DVD他）。